# Teatro Apollo (Barcellona)
Il teatro Apollo (in catalano teatre Apol·lo) è uno spazio teatrale situato al numero 59 dell'Avinguda del Paral·lel di Barcellona, nel quartiere di Poble-sec. L'antico Teatro Apollo fu costruito nel 1901 e da allora in maniera quasi ininterrotta ha ospitato spettacoli di varietà, di musica e musical.

## Storia
Nel 1901 esisteva una "baracca" adibita a magazzino dove si era iniziato a fare spettacoli musicali; lì accanto sorgeva il bar "La Tranquilidad", punto di ritrovo della zona. La baracca, distrutta da una tempesta, fu immediatamente ricostruita, in muratura, dai fratelli Soriano (proprietari anche del Padiglione Soriano) e da John e Joan Masters Socias Calvet. Il nuovo edificio fu inaugurato il 19 ottobre 1904.
Si programmavano spettacoli di zarzuela e di music-hall. Il 3 dicembre 1910 ospitò la prima di El trust de los tenorios, zarzuela di Joseph Serrano. Nel 1923 ospitò la prima della zarzuela Il Dittatore di Rafael Millan e nel 1927 della zarzuela La Fattoria di Jacinto Guerrero, entrambe su libretto di Federico Romero e Guillermo Fernández-Shaw, Campanela. Anche il teatro di prosa aveva casa all'Apollo e il 25 febbraio del 1928 si tenne la prima della versione rivisitata della Dama innamorata di Joan Puig i Ferreter.
Nel 1946 all'Apollo si tenne la prima rappresentazione teatrale autorizzata in catalano del dopoguerra (non tenendo conto del teatro dilettantistico): El Ferrer de tall di Frederic Soler, rappresentata dalla compagnia di Jaume Borràs. Il 15 novembre 1948, Margarida Xirgu recitò nella prima del dramma in tre atti Ocells i llops di Josep Maria de Sagarra.

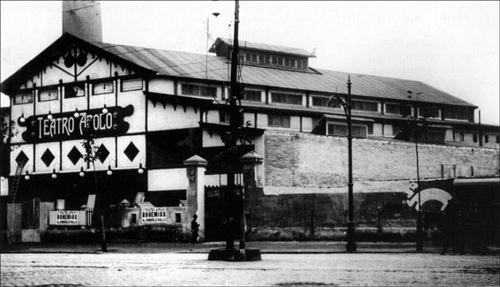
L'antico edificio del Teatro Apollo in una foto del 1910

A metà degli anni cinquanta del Novecento subentrò l'impresario Matías Colsada, che era proprietario del Teatro Monumental e del Teatro La Latina di Madrid; in quei teatri si esibivano artisti come Lina Morgan, Concha Velasco o Tania Doris. Durante gli anni cinquanta e sessanta del Novecento il Teatro Apollo raggiunse il suo apogeo; e la canzone Las alegres chicas de Colsada divenne tanto popolare da divenire una sorta di inno del teatro. Nel 1958 si effettuò la prima della zarzuela Besame di Domingo de Laurentiis.
Vicino al teatro sorgeva la Bodega Apolo (popolare luogo di incontro famoso per i prezzi a buon mercato) e un piccolo parco di divertimenti, Atraccions Apolo. Nel 1991 il terreno fu venduto e tutte le installazioni furono demolite, si costruì un parcheggio e un hotel (Tryp Apolo), una parte del terreno e il piano terra del nuovo edificio furono riservati alla costruzione di un nuovo teatro che tuttora funzionante accoglie fino a 997 spettatori.